# Elcanoidea
Elcanidae (лат.) — надсемейство вымерших насекомых из отряда прямокрылых. Их окаменелости известны с пермского по палеогеновый периоды (290,1—59,2 миллионов лет назад). Обнаружены в ископаемых отложениях Евразии и Северной Америки Оно занимают промежуточное положение между длинноусыми и короткоусыми прямокрылыми: наличием длинных антенн и хорошо развитого яйцеклада представители Elcanoidea напоминают первых, тогда как по жилкованию переднего крыла они ближе ко вторым. На задних голенях несли листовидные выросты (шпоры), которые, возможно, позволяли им прыгать по воде.

## Классификация
По данным сайта Paleobiology Database, на май 2023 года в надсемейство включают 2 семейства:
- Elcanidae Handlirsch, 1906
- Permelcanidae Sharov, 1962